# Buffalo wing
Uma Buffalo wing (asas de Buffalo) na culinária estadunidense é uma parte da asa de frango (plana ou drumette) que geralmente é frita sem ser empanada e depois revestida por ou mergulhada em um molho picante composto antes de servir. O molho é geralmente de pimenta caiena à base de vinagre e manteiga derretida. Elas são tradicionalmente servidas quentes, juntamente com palitos de aipo e cenoura com molho de queijo azul ou, principalmente fora de Nova Iorque, molho rancheiro, onde a asa de frango é mergulhada. Buffalo wings são muitas vezes chamadas nos Estados Unidos simplesmente de "wings" (asas), "hot wings" (asas picantes) ou "chicken wings" (asas de frango).
As Buffalo wings ganharam popularidade nos Estados Unidos e no exterior, com algumas redes de restaurantes norte-americanas apresentando-as como um item do menu principal. O nome "Buffalo" agora também é aplicado a outros alimentos fritos picantes servidos com molhos, incluindo asas de frango desossadas (feitas de carne de peito de frango), batatas fritas, nuggets de frango, pipoca de frango e camarão. Também descreve outros pratos, como pizza, que podem ser temperados com molho estilo 'Buffalo' ou um tempero sabor 'Buffalo'.

## História

### Origem
Existem várias reivindicações diferentes sobre a invenção das Buffalo wings. Uma das alegações é que as buffalo wings foram preparadas pela primeira vez no Anchor Bar em Buffalo, Nova Iorque, por Teresa Bellissimo, que era proprietária do bar junto com o marido Frank em 1964. Na época, as asas de frango eram baratas e indesejáveis, sendo usadas principalmente para caldo ou sopa.
Várias versões da história da invenção da Buffalo wing foram divulgadas pela família Bellissimo e outros, incluindo:
- Com a chegada inesperada e tardia de seu filho, Dominic, com vários de seus amigos da faculdade, Teresa precisava de um lanche rápido e fácil para apresentar aos convidados. Foi então que ela teve a ideia de fritar asas de frango (normalmente jogadas fora ou reservadas para estoque) e jogá-las em molho de pimenta caiena.[8][9][11][12]
- Dominic Bellissimo (filho de Frank e Teresa) disse ao repórter do The New Yorker Calvin Trillin em 1980: "Era sexta-feira à noite no bar e, como as pessoas estavam comprando muitas bebidas, ele queria fazer algo legal para elas à meia-noite, quando os clientes, em sua maioria católicos, pudessem comer carne novamente". Ele declarou que sua mãe teve a ideia de asas de frango.[8][9]
- Houve entrega errada de asas em vez de costas e pescoços para fazer o molho de espaguete do bar. Perante este recurso inesperado, Frank Bellissimo diz que pediu a Teresa para fazer algo com eles.[8][9]

Embora um artigo publicado sobre o Anchor Bar em um jornal local durante 1969 não mencione as Buffalo wings, um concorrente local do Anchor Bar, Duff's Famous Wings, começou a vender Buffalo wings naquele ano.
- Outra alegação é que John Young, que se mudou para Buffalo[15] do Alabama em 1948, começou a servir asas de frango sem cortes que eram empanadas, fritas e servidas em seu próprio "molho Mumbo" à base de tomate em seu restaurante em Buffalo, começando em 1961.[16] Antes de abrir seu restaurante, ele conversou com um boxeador que viajava e em uma entrevista posterior Young lembrou: "Ele me disse que havia um restaurante em Washington, D.C. que estava fazendo um bom negócio com asas e decidi me especializar".[16] Na mesma entrevista, Young afirmou que o Anchor Bar não oferecia Buffalo wings como um item regular do menu até 1974.[16] Ele registrou o nome de seu restaurante, John Young's Wings 'n Things, no tribunal do condado antes de deixar a área de Buffalo em 1970.[8][9][17] Em 2013, no National Buffalo Wing Festival, realizado em Buffalo, Nova Iorque, as contribuições de John Young foram reconhecidas quando ele foi introduzido no National Buffalo Wing Hall of Flame do festival.[18]

### Crescimento e popularidade

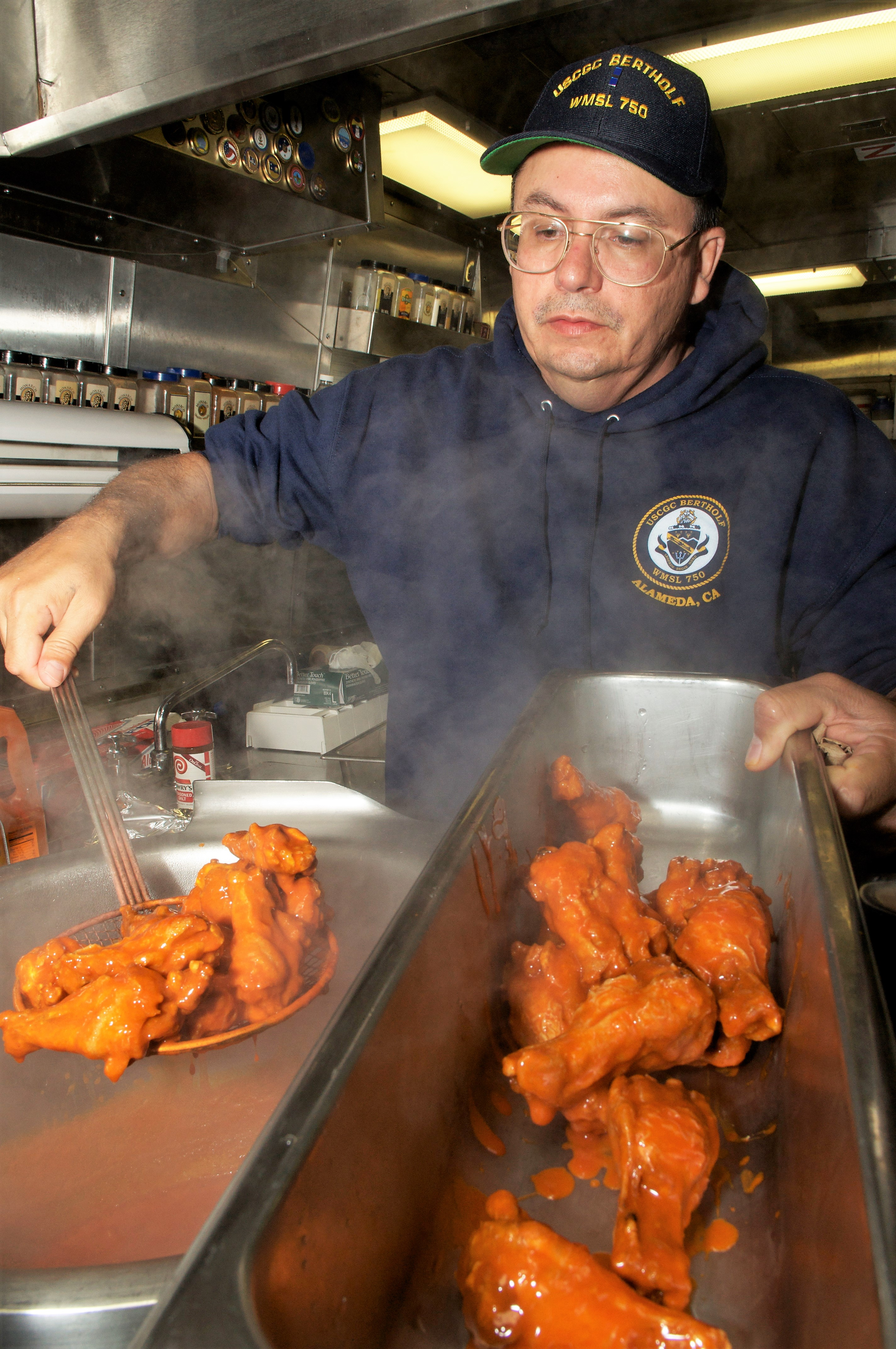
Um cozinheiro preparando Buffalo wings

Em 1977, a cidade de Buffalo emitiu uma proclamação oficial celebrando o coproprietário do Anchor Bar, Frank Bellissimo, e declarou 29 de julho de 1977 como o Chicken Wing Day (Dia da Asa de Frango). Ao longo das décadas de 1970 e 1980, as buffalo wings ganharam popularidade como comida de bar e aperitivo nos Estados Unidos e no Canadá. Surgiram grandes franquias especializadas em buffalo wings, notadamente o Buffalo Wild Wings fundada em 1982 e o Hooters em 1983. O McDonald's começou a vender Mighty Wings como opção em 1990 em seus restaurantes nos Estados Unidos. Em 1994, após quatro aparições do time de futebol americano Buffalo Bills no Super Bowl, a rede de pizzarias Domino's adicionou Buffalo wings ao seu cardápio nacional, seguida pela Pizza Hut no ano seguinte.
À medida que o mercado de asas de frango se expandia, os restaurantes começaram a criar e usar uma variedade de molhos além do molho Buffalo. Alguns desses novos molhos de asa de frango foram influenciados pelas culinárias chinesa, japonesa, tailandesa, caribenha e indiana. Outros sabores criados por restaurantes incluem combinações exclusivas, como molho de churrasco de mirtilo e bordo/bacon, por exemplo, para ajudar a manter o interesse do cliente e expandir seus negócios. Depois que o preço das asas cruas aumentou e com um desejo crescente de alguns clientes por uma experiência alimentar mais organizada, os restaurantes começaram a oferecer um item de menu chamado "asas desossadas", às vezes comercializado sob o nome wyngz. Asas desossadas são essencialmente pequenos pedaços de peito de frango sem pele e ossos que são revestidos com farinha e especiarias, depois fritos ou assados. Elas geralmente são revestidas ou servidas com os mesmos molhos que as Buffalo wings. A crescente popularidade nos últimos anos do consumo de Buffalo wings e de restaurantes que servem asas levou à escassez real e percebida de asas de frango nos Estados Unidos durante certos períodos.
Em muitas áreas dos Estados Unidos são realizados festivais de asas de frango — com Buffalo wings sendo usadas em eventos competitivos de comer, como no Wing Bowl da Filadélfia e no National Buffalo Wing Festival. Também se tornou comum os restaurantes oferecerem um concurso de comer asas. Muitos bares e restaurantes criam intencionalmente um molho extra picante para esse fim, e os clientes às vezes são recompensados com sua foto postada no mural ou site do restaurante, uma camiseta comemorativa, uma refeição grátis ou uma combinação de recompensas por completar com sucesso o desafio.

## Preparação

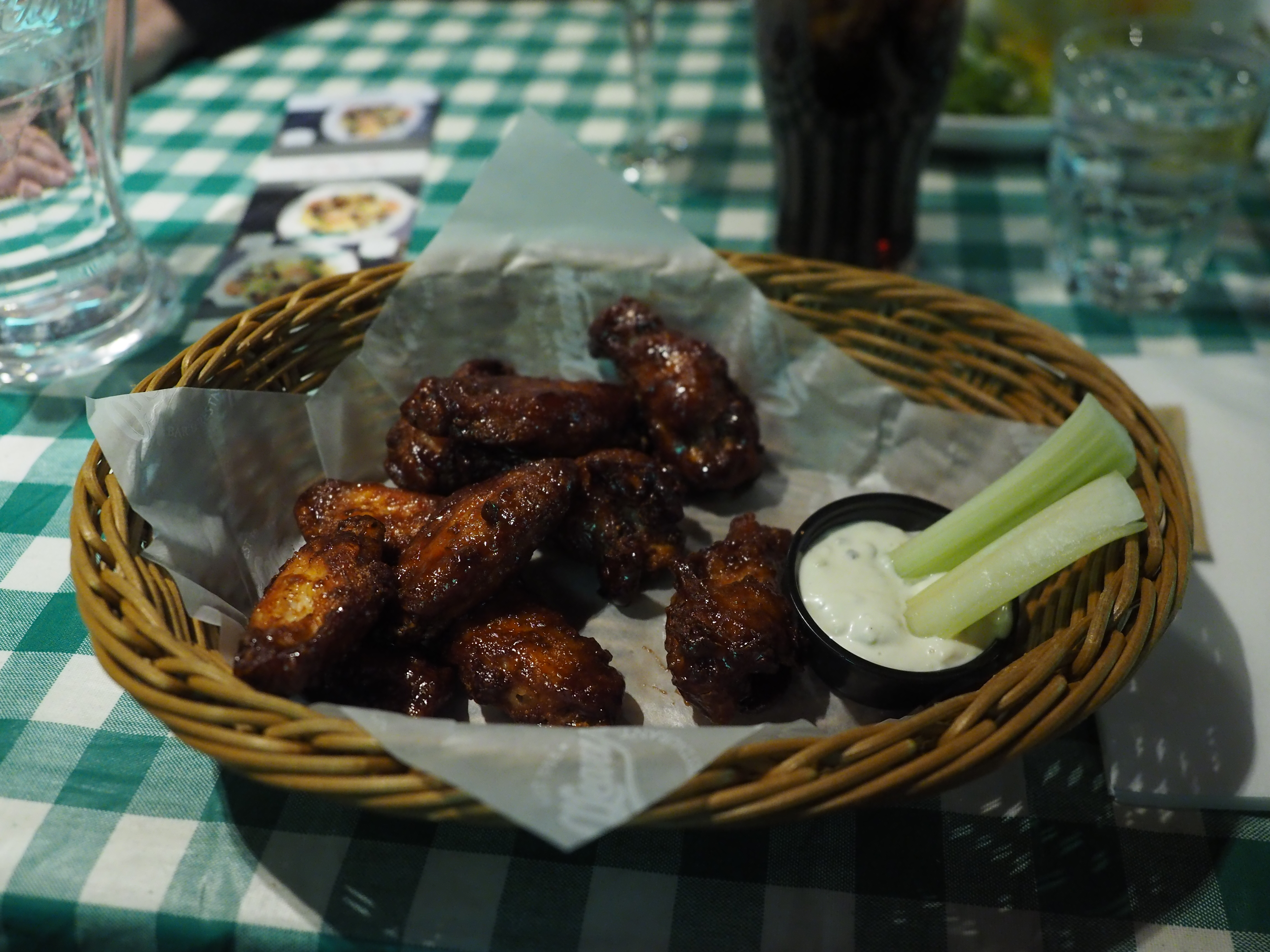
Asas de búfalo com molho de alho e aipo

### Frango
As asas de frango usadas para Buffalo wings são geralmente segmentadas em três partes: drumette, flat e flapper ou pointer, o último dos quais geralmente é descartado, embora alguns restaurantes os sirvam com esta última parte ainda conectada ao flat. Tradicionalmente, as asas são fritas em óleo, sem empanar ou farinha, até ficarem bem douradas. Alternativamente, eles podem ser assadas ou grelhados.

### Molho
Molho picante à base de pimenta-caiena, manteiga derretida e vinagre são a base padrão do molho de Buffalo wings, que pode ser suave, médio ou quente. Outros ingredientes também são comuns, embora menos dominantes, como o molho inglês e o alho em pó. O molho de asa comercial pronto para uso é feito com vários níveis de pungência. As asas de frango cozidas são colocadas em uma tigela ou panela e agitadas para revestir as asas completamente cobrindo-as de molho antes de servir.

### Servimento
Tradicionalmente, as Buffalo wings são servidas com pequenos talos de aipo (acompanhados às vezes com cenouras baby ou palitos de cenoura) e molho de queijo azul ao lado. O molho rancheiro, no entanto, é o molho de asa mais popular nos Estados Unidos. Estes acompanhamentos atuam não apenas como um molho para mergulhar, mas como elementos de resfriamento para aqueles que comem asas particularmente picantes, devido ao teor de gordura dos mergulhos agindo como solvente e removendo a capsaicina hidrofóbica ao engolir, que de outra forma se prenderia à língua e manteria a sensação de queimadura.[carece de fontes?]